# Flabellina borealis
Flabellina borealis är en snäckart som först beskrevs av Nils Hjalmar Odhner 1922.  Flabellina borealis ingår i släktet Flabellina, och familjen Flabellinidae. Arten är reproducerande i Sverige.